# Antonio Rosmini

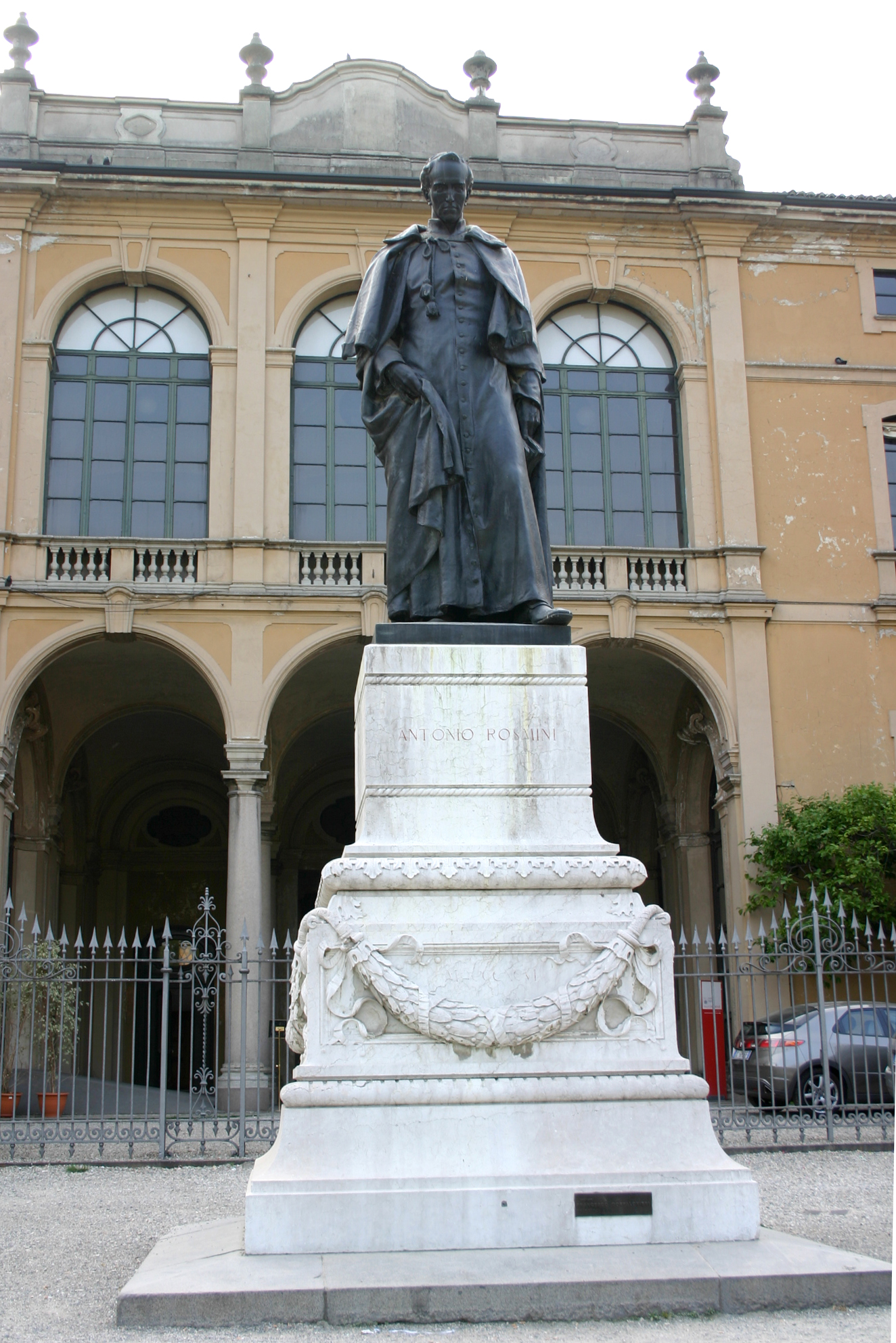
Monument över Antonio Rosmini i Milano (utfört av Francesco Confalonieri 1896).

Antonio Rosmini-Serbati, född 25 mars 1797 i Rovereto, Italien, död 1 juli 1855 i Stresa, Piemonte, Italien, var en italiensk katolsk präst, filosof och ordensgrundare. Han saligförklarades av påve Benedictus XVI den 18 november 2007. Hans festdag firas den 1 juli.

## Biografi
Rosmini-Serbati studerade vid universitetet i Padua och blev romersk-katolsk präst 1831. Han stiftade ett prästerligt broderskap, Istituto della Carità eller Rosminianernas orden. Förföljd av österrikarna för sin italienska patriotism och av jesuiterna för sitt religiösa frisinne, drog han sig 1840 tillbaka till en villa i Stresa, men begav sig 1848 som kungens av Sardinien sändebud hos påven till Rom. Pius IX skall ha haft planer på att utse Rosmini till kardinal, men efter att ha kritiserat thomismen och ådagalagt tydliga influenser från Locke och liberalismen föll Rosmini i onåd i kurian. Leo XIII fördömde hans filosofi, och hans anhängare utsattes för förföljelser. Som filosof är han påverkad av Platon, Cartesius, Schelling och Hegel och söker hålla medelvägen mellan empirism och rationalism. Kunskapen är en produkt av sinnligheten, som lämnar innehållet, och förståndet, som lämnar formen. Denna sistnämnda kan ytterst återföras till det universala varat, som av det reflekterande förnuftet differentieras i de rena begreppen (substans, orsak, enhet och nödvändighet). De blandade idéerna (rum, tid, rörelse, själ och kropp) uppstå genom tillämpning på den sinnliga erfarenheten. Det allmänna varat och de särskilda existenserna är till sitt väsen identiska. I sitt efterlämnade arbete Teosofia (1859–1864) låter Rosmini-Serbati det allmänna väsendet och sitt eget inre aprioriskt frambringa sina bestämningar.